# Neuhäusl (Neunburg vorm Wald)

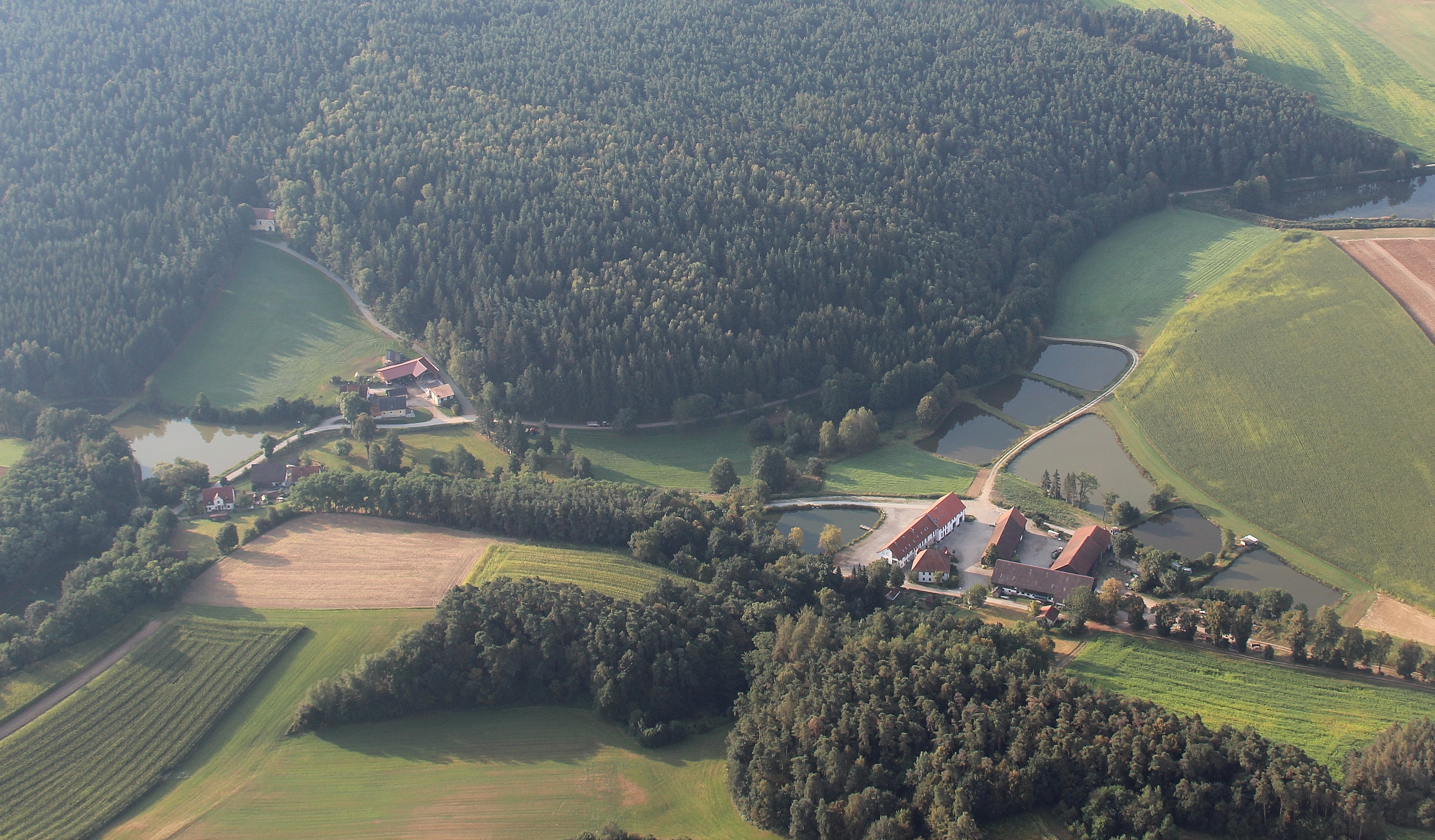
Neuhäusl mit Wallfahrtskirche (Bildmitte oben), Kemnathermühle (Bildmitte links) und Büchlhof (Bildmitte rechts), (2016)

Neuhäusl ist ein Ortsteil der Stadt Neunburg vorm Wald im Landkreis Schwandorf in Bayern.

## Geographie
Neuhäusl liegt circa zwölf Kilometer westlich von Neunburg vorm Wald am Fuß des 453 m hohen Büchelberges und nahe der Staatsstraße 2151, die Neunburg vorm Wald mit der A 93 in Schwarzenfeld verbindet.

## Geschichte
Am 23. März 1913 war Neuhäusl Teil der Pfarrei Kemnath bei Fuhrn, bestand aus einem Haus und zählte drei Einwohner.
Am 31. Dezember 1990 hatte Neuhäusl fünf Einwohner und gehörte zur Pfarrei Kemnath bei Fuhrn.

## Kultur und Sehenswürdigkeiten

### Wallfahrtskirche St. Maria und Johannes von Nepomuk

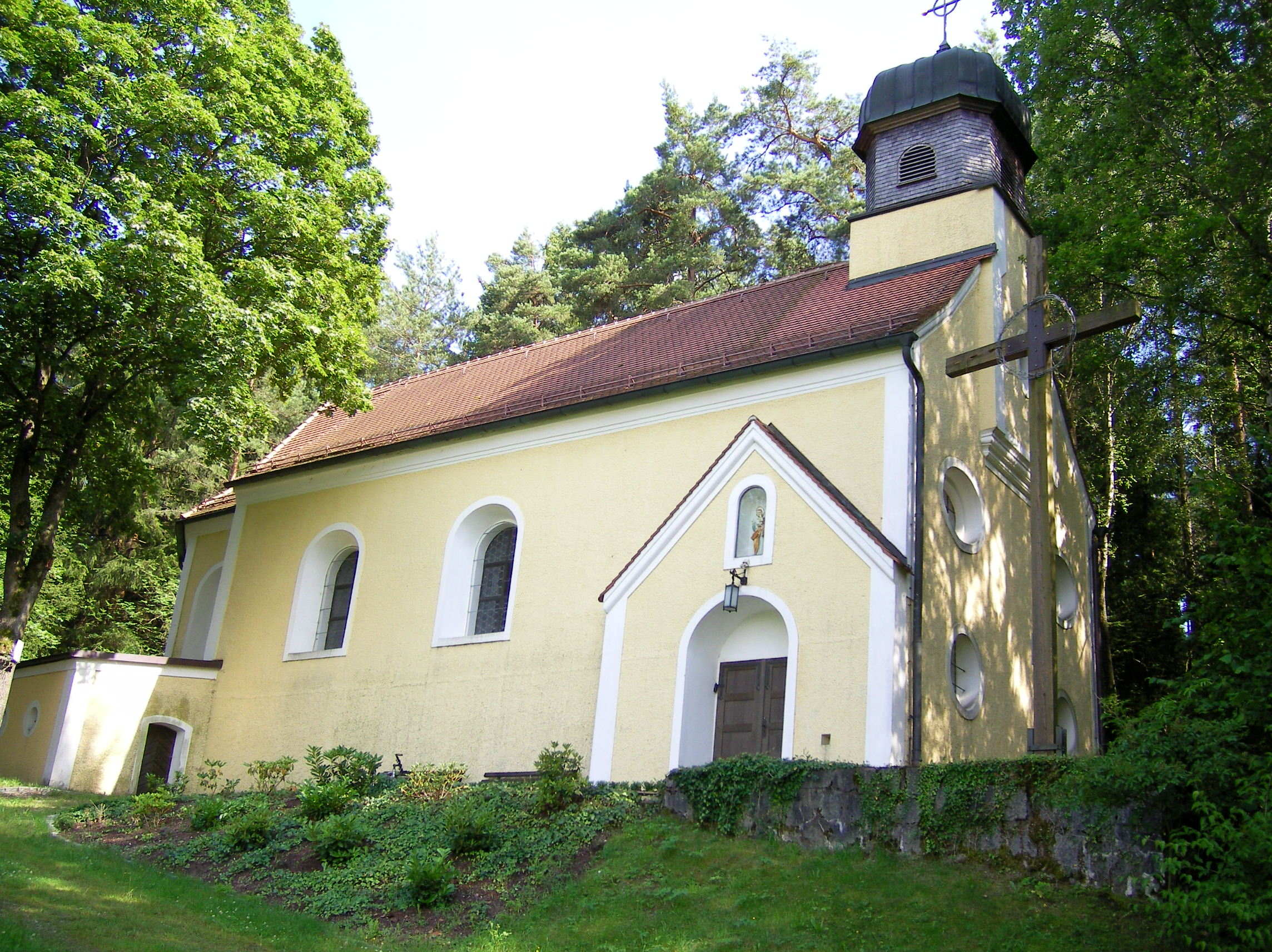
Wallfahrtskirche St. Maria und Johannes von Nepomuk

Etwa 200 Meter südöstlich von Neuhäusl am Nordhang des 543 Meter hohen Büchlberg befindet sich eine Wallfahrtskirche.
Sie wurde 1748 bis 1765 erbaut und der heiligen Maria und St. Johannes von Nepomuk geweiht.
Im Jahre 1746 hatte sich an diesem Ort eine kleine Wallfahrt zum Hl. Johannes von Nepomuk entwickelt.
Die unter Denkmalschutz stehende Wallfahrtskirche besitzt zwei Altäre und zwei Glocken.
Siehe auch: Liste der Baudenkmäler in Neunburg vorm Wald, Abschnitt Neuhäusl